# Zasłonak lśniący
Zasłonak lśniący (Cortinarius fulmineus (Fr.) Fr.) – gatunek grzybów należący do rodziny zasłonakowatych (Cortinariaceae).

## Systematyka i nazewnictwo
Pozycja w klasyfikacji według Index Fungorum: Cortinarius, Cortinariaceae, Agaricales, Agaricomycetidae, Agaricomycetes, Agaricomycotina, Basidiomycota, Fungi.
Po raz pierwszy opisał go w 1838 r. Elias Fries, nadając mu nazwę Cortinarius fulgens var. fulmineus. W1874 r. ten sam autor podniósł go do rangi odrębnego gatunku. Synonimy:
- Cortinarius fulgens var. fulmineus Fr. 1838
- Gomphos fulmineus (Fr.) Kuntze 1891
- Phlegmacium fulmineum (Fr.) Ricken 1912

Nazwę polską nadał Andrzej Nespiak w 1975 r.

## Morfologia
Kapelusz
Średnica 4–15 cm, początkowo wypukły z podwiniętym brzegiem, później rozpostarty, na końcu z wklęsłym środkiem i falistym brzegiem, który nawet u starych okazów pozostaje nieco podwinięty. Powierzchnia kleista, u młodych okazów jasnożółta, żółta, później tylko obszar brzeżny pozostaje taki lub nieco ciemniejszy, żółtochromowy lub żółtocytrynowy, środek staje się jasno pomarańczowobrązowy lub pomarańczoworudy, niektóre obszary brązowawe, z wiekiem na większości powierzchni, środek czasami nakrapiany, w kierunku brzegu czasami z brązowymi smugami, ale nie włókienkowatymi.
Blaszki
W liczbie 120–140, l=1–3, o szerokości 4–12 mm, gęste, przyrośnięte, początkowo żółte, później brązowawe z oliwkowym odcieniem. Ostrza blaszek czasami brązowawe, zaokrąglone, nierówne do ząbkowanych, czasami z ciemniejszymi brązowymi plamkami.
Trzon
Wysokość 3,5–11,5 cm, grubość 1,3–3,5 cm na wierzchołku, ze skośnie obrzeżoną bulwą o szerokości 3–4,5 cm, u wielu okazów nieco zakorzeniającą się, u niektórych okazów tylko zaokrąglony. Powierzchnia umłodych okazów biaława,, później bardziej żółtawa, brązowożółta do brązowopomarańczowej. Bulwa otoczona żółtawą osłoną, z wiekiem przebarwiającą się na czerwono lub pomarańczowobrązowo, pod spodem biaława do czerwonobrązowej. Osłona u starych okazów przeważnie zanikająca.
Miąższ
Początkowo w środku białawy, pod skórką żółty, w trzonie bladożółty, później kremowy do bardzo bladożółtego. Zapach słaby, smak łagodny.
Cechy mikroskopowe
Bazydiospory 8,2–10,6 × 4,9–6,0 µm, Q=1,7–1,8, migdałowate, brodawkowate, wierzchołek gładki, zawartość w 3% KOH czerwonawa. Podstawki 32–34 × 7,5–9 µm, 4-zarodnikowe, zgrubiałe, często z brązowawą zawartością. Brak cheilocystyd. Skórka z galaretowatą osłonką o grubości 2,5–4 mm, strzępki jasno ochrowoszare do bladoszarych, w KOH z winnym odcieniem, obecne sprzążki. Strzępki epikutisu o grubości 4,5–8 µm, u młodych okazów w KOH jasnowinne, u starszych szarobrązowe w górnej warstwie, w głębszej warstwie z jasnowinnym odcieniem. Strzępki osłony o grubości 3–4 um, bezbarwne, ze sprzążkami.

## Występowanie i siedlisko
Znane są jego stanowiska w Europie i Ameryce Północnej. W. Wojewoda w 2003 r. przytoczył 6 stanowisk, w późniejszych latach podano wiele następnych.
Naziemny grzyb mykoryzowy występujący w lasach.